# Fédération de Saint-Vincent-et-les-Grenadines de football
La Fédération de Saint-Vincent-et-les-Grenadines de football (St. Vincent and The Grenadines Football Federation (en) SVGFF) est une association regroupant les clubs de football de Saint-Vincent-et-les-Grenadines et organisant les compétitions nationales et les matchs internationaux de la sélection de Saint-Vincent-et-les-Grenadines.
Fondée en 1979, elle est membre de la CONCACAF depuis 1986 et s'est affiliée à la FIFA en 1988.

## Histoire
Le 9 juin 2016, une enquête est lancée par la FIFA au sujet de la revente illégale de billets pour la Coupe du monde 2014. Le 3 juillet 2018, le Président de la fédération vincentaise, Venold Coombs, est condamné à 40.000$ US d'amende et deux années de suspension de toute activité en lien avec le football.